# Ghislain Vasseur
Ghislain Vasseur, né au Havre, est un joueur de badminton français, licencié au Havre Badminton Club (H.B.C.) de 1950 à 1966. 
Ghislain Vasseur est un grand joueur de badminton, il a été numéro 1 français pendant 8 ans et il a marqué le badminton français notamment dans les années 50 et 60.
Son frère Denis et son épouse Paule furent également joueurs de badminton classés. Denis a été vice-champion de Normandie en 1957 et 1959, membre de l'équipe de France, et classé 3e français en 1959. 

## Palmarès
Classé numéro 1 français de 1956 à 1963 ;
Capitaine de l'équipe de France en 1965 (en tant que sélectionneur) ;
Championnats de France (15 titres seniors) :
- Simple (6 titres) : 1956, 1957, 1958, 1959, 1962, et 1963 (et vice-champion en 1960, 1961, et 1964) ;
- Double hommes (6 titres) : 1956 (avec Pierre Lenoir), 1958 (avec P. Lenoir), 1961 (avec Christian Badou), 1962 (avec Ch. Badou), 1964 (avec Ch. Badou), et 1965 (avec Yves Corbel) (et vice-champion en 1966) ;
- Double mixte (3 titres) : 1956 (avec Josée Izabelle), 1958 (avec J. Izabelle), 1959 (avec Annie Groene Vasseur), et 1963 (avec Viviane Beaugin) ;

(il remporte les trois titres nationaux en 1956 et 1958)
Internationaux de France (Paris) :
- Simple hommes : meilleur français en 1958 (et finaliste en 1956) ;
- Double hommes : 1955 (avec Pierre Lenoir) (et finaliste en 1957 avec P. Lenoir) ;

Champion de France par équipes (avec le H.B.C.): 1956, 1957, 1958, et 1959 ; 
Champion de Normandie en simple à 7 reprises consécutives, en 1953, 1954, 1955, 1956 (également en double hommes et double mixte cette année-là), 1957, 1958, et 1959 (et vice-champion en 1960, 1961, 1962, et 1965) ;
Participation aux Internationaux d'Angleterre en 1959.